# Список переможців 2009 року у чарті M Countdown
M Countdown – це музичне шоу, яке дає змогу південнокорейським виконавцям просувати свої альбоми та сингли на телебаченні. Дана телепрограма має власний чарт і кожного тижня, у фіналі шоу, опираючись на власну систему оцінювання, визначається переможець.
У 2009 році 18 композицій зайняли перше місце у чарті та 16 виконавців отримали переможні трофеї. П'ять композицій отримали потрійну корону, кожна з цих композицій три тижні займала перше місце:  «Strong Baby» виконавця Синні, «Honey» жіночого гурту Kara, «Again & Again» та «I Hate You» чоловічого гурту 2PM, «Heartbreaker» виконавця G-Dragon. Найбільшу кількість балів за весь рік отримали  2NE1 13 серпня з композицією «I Don't Care».

## Список переможців чарту
|  | Потрійна корона     |
|  | Найвищий бал за рік |

| Епізод | Дата        | Артист           | Композиція       | Бали  | Примітки   |
| ------ | ----------- | ---------------- | ---------------- | ----- | ---------- |
| 121    | 8 січня     | SS501            | «U R Man»        | 938   | [ 1 ]      |
| 122    | 15 січня    | SS501            | «U R Man»        | 928   | [ 1 ]      |
| 123    | 22 січня    | Синні            | «Strong Baby»    | 953   | [ 2 ]      |
| 124    | 5 лютого    | Синні            | «Strong Baby»    | 946   | [ 2 ]      |
| 125    | 19 лютого   | Синні            | «Strong Baby»    | 951   | [ 2 ]      |
| 126    | 26 лютого   | Синні            | «Strong Baby»    | 942   | [джерело?] |
| 127    | 5 березня   | Kara             | «Honey»          | 933   | [ 3 ]      |
| 128    | 12 березня  | Kara             | «Honey»          | 960   | [ 4 ]      |
| 129    | 26 березня  | Kara             | «Honey»          | 953   | [джерело?] |
| 130    | 2 квітня    | Davichi          | «8282»           | 961.4 | [ 5 ]      |
| 131    | 9 квітня    | Super Junior     | «Sorry, Sorry»   | 968.0 | [ 6 ]      |
| 132    | 16 квітня   | Сон Дам Бі       | «Saturday Night» | 948.1 | [ 7 ]      |
| 133    | 23 квітня   | Super Junior     | «Sorry, Sorry»   | 958.0 | [ 8 ]      |
| 134    | 30 квітня   | Davichi          | «8282»           | 956.2 | [ 9 ]      |
| 135    | 7 травня    | 2PM              | «Again & Again»  | 970.2 | [ 10 ]     |
| 136    | 14 травня   | 2PM              | «Again & Again»  | 973.4 | [ 10 ]     |
| 137    | 21 травня   | 2PM              | «Again & Again»  | 975.0 | [ 10 ]     |
| 138    | 28 травня   | 2PM              | «Again & Again»  | 946.5 | [джерело?] |
| 139    | 4 червня    | SG Wannabe       | «I Love You»     | 945.1 | [ 11 ]     |
| 140    | 12 червня   | SG Wannabe       | «I Love You»     | 938.1 | [ 11 ]     |
| 141    | 18 червня   | V.O.S            | «Trouble»        | 941.9 | [ 12 ]     |
| 142    | 25 червня   | V.O.S            | «Trouble»        | 946.0 | [ 12 ]     |
| 143    | 2 липня     | 2PM              | «I Hate You»     | 941.3 | [ 13 ]     |
| 144    | 9 липня     | 2PM              | «I Hate You»     | 968.0 | [ 13 ]     |
| 145    | 16 липня    | 2PM              | «I Hate You»     | 969.8 | [ 13 ]     |
| 146    | 23 липня    | 2NE1             | «I Don't Care»   | 977.9 | [ 14 ]     |
| 147    | 30 липня    | 2PM              | «I Hate You»     | 962.6 | [ 15 ]     |
| 148    | 6 серпня    | 2NE1             | «I Don't Care»   | 979.8 | [ 16 ]     |
| 149    | 13 серпня   | 2NE1             | «I Don't Care»   | 981.3 | [джерело?] |
| 150    | 20 серпня   | Brown Eyed Girls | «Abracadabra»    | 944.5 | [джерело?] |
| 151    | 27 серпня   | 2NE1             | «I Don't Care»   | 978.2 | [джерело?] |
| 152    | 3 вересня   | Brown Eyed Girls | «Abracadabra»    | 970.9 | [ 17 ]     |
| 153    | 10 вересня  | G-Dragon         | «Heartbreaker»   | 973.2 | [джерело?] |
| 154    | 17 вересня  | G-Dragon         | «Heartbreaker»   | 974.5 | [джерело?] |
| 155    | 24 вересня  | G-Dragon         | «Heartbreaker»   | 975.7 | [джерело?] |
| 156    | 1 жовтня    | 4Minute          | «Muzik»          | 959.7 | [ 18 ]     |
| 157    | 8 жовтня    | Пак Хьо Шин      | «After Love»     | 959.0 | [ 19 ]     |
| 158    | 15 жовтня   | Кім Те У         | «Love Rain»      | 952.9 | [ 20 ]     |
| 159    | 22 жовтня   | Кім Те У         | «Love Rain»      |       | [ 21 ]     |
| 160    | 29 жовтня   | Пак Хьо Шин      | «After Love»     | 958.0 | [ 22 ]     |
| 161    | 5 листопада | SHNIee           | «Ring Ding Dong» | 972.6 | [ 23 ]     |